# Klaus Robock
Klaus Robock (* 18. März 1931 in Merseburg; † 1991 in Essen) war ein deutscher Physiker, der sich in der Arbeitsmedizin und Silikoseforschung des Bergbaus engagierte.

## Leben
Robock studierte an der TU Berlin Chemie und Physik. 1952  
wurde er Mitglied des Corps Borussia Berlin. Zum Dr. rer. nat. promoviert, arbeitete er beim Steinkohlenbergbauverein in Essen. Als Erster untersuchte er die Auswirkungen des Kohlenstaubs auf den Bergmann. Er baute in Neuss das eigene Asbestinstitut für Arbeits- und Umweltschutz auf und initiierte die internationale Standardisierung von Asbestfasermessungen. Er kehrte als Forschungsdirektor zum Steinkohlenbergbauverein und zur Bergbau-Berufsgenossenschaft zurück und wandte sich wieder den Staubpartikeln im Bergbau zu. Er war o. Professor (in Essen?).